# Viktor Öhman
Johan Viktor Öhman (i riksdagen kallad Öhman i Örebro senare Öhman i Åkarp), född 20 juli 1877 i Nordmarks församling, död 29 september 1941 i Vaxholms församling, var en svensk posttjänsteman och politiker. Han var ledamot av riksdagens andra kammare 1922–1928 och tillhörde Socialdemokraterna. I riksdagen skrev han fem egna motioner om bland annat dyrtidstilllägg för pensionärer och änkor samt om begränsning av gifta kvinnors innehav av statstjänst och allmänt uppdrag.